# Charadrahyla
Charadrahyla é um gênero de anfíbios da família Hylidae.
As seguintes espécies são reconhecidas:
- Charadrahyla altipotens (Duellman, 1968)
- Charadrahyla chaneque (Duellman, 1961)
- Charadrahyla nephila (Mendelson & Campbell, 1999)
- Charadrahyla taeniopus (Günther, 1901)
- Charadrahyla tecuani Campbell, Blancas-Hernández & Smith, 2009
- Charadrahyla trux (Adler & Dennis, 1972)